# Aleurocystidiellum
Aleurocystidiellum är ett släkte av svampar. Enligt Catalogue of Life ingår Aleurocystidiellum i ordningen Russulales, klassen Agaricomycetes, divisionen basidiesvampar och riket svampar, men enligt Dyntaxa är tillhörigheten istället familjen Stereaceae, ordningen Russulales, klassen Agaricomycetes, divisionen basidiesvampar och riket svampar.
|                    | Russulaceae                                        |
|                    |                                                    |
|                    | Peniophoraceae                                     |
|                    |                                                    |
|                    | Lachnocladiaceae                                   |
|                    |                                                    |
|                    | Hybogasteraceae                                    |
|                    |                                                    |
|                    | Hericiaceae                                        |
|                    |                                                    |
|                    | Echinodontiaceae                                   |
|                    |                                                    |
|                    | Bondarzewiaceae                                    |
|                    |                                                    |
|                    | Auriscalpiaceae                                    |
|                    |                                                    |
|                    | Amylostereaceae                                    |
|                    |                                                    |
|                    | Albatrellaceae                                     |
|                    |                                                    |
|                    | Stephanosporaceae                                  |
|                    |                                                    |
|                    | Stereaceae                                         |
|                    |                                                    |
|                    | Gloeopeniophorella                                 |
|                    |                                                    |
|                    | Scopulodontia                                      |
|                    |                                                    |
|                    | Haloaleurodiscus                                   |
|                    |                                                    |
|                    | Scytinostromella                                   |
|                    |                                                    |
| Aleurocystidiellum | \| \| Aleurocystidiellum subcruentatum \| \| \| \| |
|                    | \| \| Aleurocystidiellum subcruentatum \| \| \| \| |
|                    | Gloeoasterostroma                                  |
|                    |                                                    |
|                    | Gloeohypochnicium                                  |
|                    |                                                    |
|                    | Aleurocystidiellum subcruentatum                   |
|                    |                                                    |

|  | Aleurocystidiellum subcruentatum |
|  |                                  |

## Bildgalleri

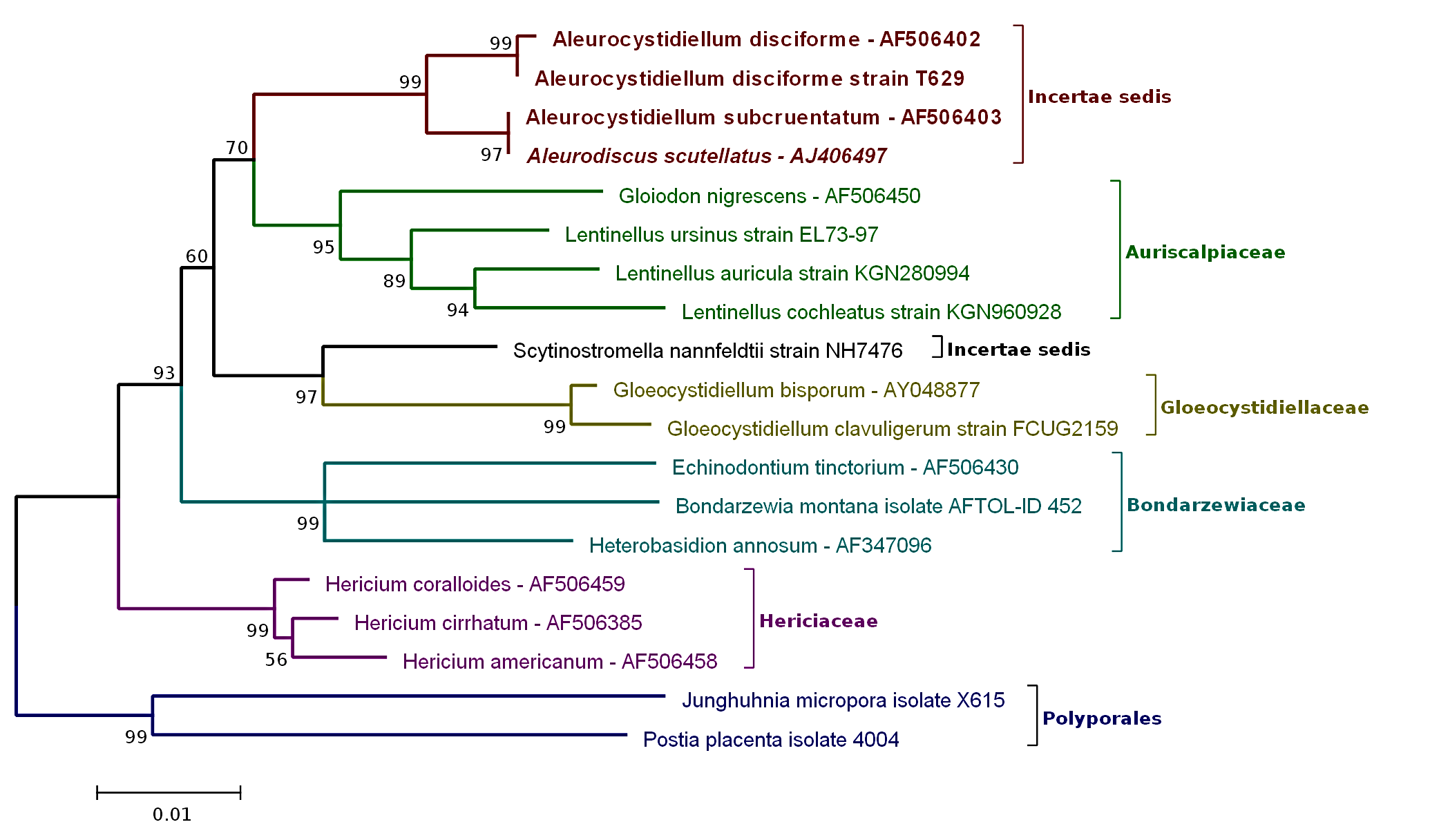